# Polystachyinae
Polystachyinae je  podtribus orhideja u tribusu Vandeae, dio potporodice Epidendroideae. Postoje 2 roda. Ime je došlo po rodu Polystachya iz tropske i suptropske Afrike, Azije i Južne i Srednje Amerike.
Rod Hederorkis ograničen je na otoke Aldabra, Mauricijus, Réunion i Sejšele u Indijskom oceanu.

## Rodovi
1. Hederorkis Thouars (2 spp.)
2. Polystachya Hook.  (262 spp.)